# مايكل أوتشيبو
مايكل أوتشيبو (بالإنجليزية: Michael Uchebo)‏ (مواليد 3 فبراير 1990) هو لاعب كرة قدم. يلعب مع منتخب نيجيريا لكرة القدم. سبق له أن لعب في كأس العالم لكرة القدم مع منتخب بلاده.

## روابط خارجية
- مايكل أوتشيبو على موقع الاتحاد الدولي (مؤرشف)  (الإنجليزية)
- مايكل أوتشيبو على موقع الاتحاد الأوربي (الإنجليزية)
- مايكل أوتشيبو على موقع قاعدة بيانات كرة القدم.إي يو (الإنجليزية)
- مايكل أوتشيبو على موقع ناشيونال فوتبول تيمز (الإنجليزية)
- مايكل أوتشيبو على موقع Soccerway.com (الإنجليزية)
- مايكل أوتشيبو على موقع عالم كرة القدم.نت (الإنجليزية)
- مايكل أوتشيبو على موقع كووورة
- مايكل أوتشيبو على موقع AS.com (الإسبانية)